# René Joseph Gilbert
René Joseph Gilbert, né le 25 avril 1857 à Paris et mort le 22 septembre 1914 à Paris 17e, est un peintre et pastelliste français.

## Biographie
Né en 1857 à Paris, René Joseph Gilbert est élève de son père Achille Gilbert, puis est formé avec Alexandre Cabanel à l'École des Beaux-Arts de Paris. Il gagne une bourse de voyage en 1888.
René Joseph Gilbert meurt en 1914 dans sa ville natale.

## Œuvres dans les collections françaises
- L'aquafortiste, 1889, huile sur toile. Musée de Grenoble (inv. MG 1052)
- Maison Fournaise (Chatou) L'hôtel, Restaurant Fournaise, 1880
- Musée d'Orsay, 1882, Portrait d'Ernest Chesneau[3].